# Lancar (Wadaslintang)
Lancar is een bestuurslaag in het regentschap Wonosobo van de provincie Midden-Java, Indonesië. Lancar telt 5170 inwoners (volkstelling 2010).